# Onuphis kammurijimaensis
Onuphis kammurijimaensis är en ringmaskart som beskrevs av Maekawa och Hayashi 1989. Onuphis kammurijimaensis ingår i släktet Onuphis och familjen Onuphidae. Inga underarter finns listade i Catalogue of Life.